# Henry Leal
Henry Leal Bizama (Carahue, 16 de septiembre de 1972) es un abogado y político de la Unión Demócrata Independiente (UDI). Desde 2022 se desempeña como diputado por el Distrito N°23 de la Región de La Araucanía. Anteriormente se desempeñó como consejero regional y como seremi de Obras Públicas de La Araucanía.

## Biografía
Hijo de José Herminio Leal Vega y Rosa Inés Lizama Peña.
Sus estudios escolares los realizó en la Escuela Misional del sector Pancul de Carahue. Estudió Derecho en la Universidad Austral de Chile y cuenta con un Magister en Economía y un Magíster en Gestión Regional.
Se desempeñó como consejero regional de La Araucanía entre 2012 y 2016, siendo elegido en el cargo en las elecciones de 2013. También se desempeñó como presidente de la instancia.
En 2017 se presentó como candidato a diputado por el Distrito N°23, que abarca a las comunas de Carahue, Cholchol, Cunco, Curarrehue, Freire, Gorbea, Loncoche, Nueva Imperial, Padre Las Casas, Pitrufquén, Pucón, Saavedra, Temuco, Teodoro Schmidt, Toltén y Villarrica, donde no resultó elegido.
En 2018 fue designado como Secretario Regional Ministerial (Seremi) de Obras Públicas (MOP) por el gobierno de Sebastián Piñera. Ocupó el cargo hasta agosto de 2021, cuando renunció para asumir una nueva candidatura a diputado a solicitud de organizaciones locales.
Para las elecciones parlamentarias de 2021 se presentó como postulante nuevamente en el Distrito N°23, siendo electo tras obtener 17 973 votos, equivalentes al 7,47% del total de los sufragios válidamente emitidos. Asumió el cargo el 11 de marzo de 2022, integrando las comisiones permanentes de Trabajo y Seguridad Social, y Seguridad Ciudadana.

## Controversias
En febrero de 2020 se vio involucrado en una polémica por eventuales coimas al interior del MOP de La Araucanía, en un caso protagonizado por el exdiputado Gustavo Hasbún y el empresario Bruno Fulgeri. Leal fue cuestionado por los representantes locales de Evolución Política (Evópoli), que pidieron explicaciones por su posible vinculación. El entonces seremi negó haber participacipado en los hechos, recibiendo el respaldo del intendente Víctor Manoli.

## Historial electoral

### Elecciones parlamentarias de 2017
- Elecciones parlamentarias de 2017 a Diputados por el distrito 23 (Carahue, Cholchol, Cunco, Curarrehue, Freire, Gorbea, Loncoche, Nueva Imperial, Padre Las Casas, Pitrufquén, Pucón, Saavedra, Temuco, Teodoro Schmidt, Toltén y Villarrica)[6]

| Candidato                  | Pacto                    | Partido | Votos  | %    | Resultados |
| -------------------------- | ------------------------ | ------- | ------ | ---- | ---------- |
| René Saffirio Espinoza     | Independiente            | IND     | 38 469 | 17.1 | Diputado   |
| Andrés Molina Magofke      | Chile Vamos              | EVO     | 23 903 | 10.7 | Diputado   |
| René Manuel García García  | Chile Vamos              | RN      | 23 079 | 10.3 | Diputado   |
| Ricardo Celis Araya        | La Fuerza de la Mayoría  | PPD     | 16 325 | 7.3  | Diputado   |
| José Montalva Feuerhake    | La Fuerza de la Mayoría  | PPD     | 13 737 | 6.1  |            |
| Miguel Mellado Suazo       | Chile Vamos              | RN      | 13 701 | 6.1  | Diputado   |
| Fernando Meza Moncada      | La Fuerza de la Mayoría  | PRSD    | 13 632 | 6.1  | Diputado   |
| Henry Leal Bizama          | Chile Vamos              | UDI     | 11 610 | 5.3  |            |
| Andrés Jouannet Valderrama | Convergencia Democrática | PDC     | 8152   | 3.6  |            |
| Sebastián Álvarez Ramírez  | Chile Vamos              | EVO     | 5313   | 2.4  | Diputado   |
| Felipe Valdebenito Leiva   | Frente Amplio            | PH      | 5313   | 2.4  |            |
| Mario González Rebolledo   | La Fuerza de la Mayoría  | PRSD    | 4641   | 2.1  |            |

### Elecciones parlamentarias de 2021
- Elecciones parlamentarias de 2021 a Diputado por el distrito 23 (Carahue, Cholchol, Cunco, Curarrehue, Freire, Gorbea, Loncoche, Nueva Imperial, Padre Las Casas, Pitrufquén, Pucón, Saavedra, Temuco, Teodoro Schmidt, Toltén y Villarrica).[7]

| Candidato                  | Pacto                   | Partido   | Votos  | %    | Resultado |
| -------------------------- | ----------------------- | --------- | ------ | ---- | --------- |
| Henry Leal Bizama          | Chile Podemos Más       | UDI       | 17 981 | 7.47 | Diputado  |
| Miguel Becker Alvear       | Chile Podemos Más       | RN        | 16 332 | 6.78 | Diputado  |
| Mauricio Ojeda Rebolledo   | Frente Social Cristiano | IND-PRCh  | 14 882 | 6.18 | Diputado  |
| Miguel Mellado Suazo       | Chile Podemos Más       | RN        | 14 162 | 5.88 | Diputado  |
| Stephan Schubert Rubio     | Frente Social Cristiano | IND-PRCh  | 12 772 | 5.30 | Diputado  |
| Andrés Molina Magofke      | Chile Podemos Más       | EVO       | 11 441 | 4.75 |           |
| Pablo Astete Mermoud       | Chile Podemos Más       | RN        | 10 785 | 4.48 |           |
| Ericka Ñanco Vásquez       | Apruebo Dignidad        | RD        | 9700   | 4.03 | Diputada  |
| Andrés Jouannet Valderrama | Nuevo Pacto Social      | IND-PR    | 8062   | 3.35 | Diputado  |
| César Vargas Zurita        | Frente Social Cristiano | PRCh      | 7534   | 3.13 |           |
| Hilario Huirilef Barra     | Nuevo Pacto Social      | PPD       | 6631   | 2.75 |           |
| Aucán Huilcamán Paillama   | Dignidad Ahora          | IND-IGUAL | 6126   | 2.54 |           |
| Verónica López-Videla Pino | Apruebo Dignidad        | IND-RD    | 5574   | 2.31 |           |
| Sebastián Álvarez Ramírez  | Chile Podemos Más       | EVO       | 5129   | 2.13 |           |
| Pablo Díaz Salazar         | Partido de la Gente     | PDG       | 4988   | 2.07 |           |